# Koșarînți, Bar
Koșarînți (în ucraineană Кошаринці) este un sat în comuna Popivți din raionul Bar, regiunea Vinnița, Ucraina.

## Demografie
Componența lingvistică a localității Koșarînți
     Ucraineană (98,59%)
     Rusă (1,41%)
Conform recensământului din 2001, majoritatea populației localității Koșarînți era vorbitoare de ucraineană (98,59%), existând în minoritate și vorbitori de rusă (1,41%).